# Rodrigo Hilbert
Rodrigo Hilbert Alberton (Orleans, 22 de abril de 1980) é um ator, apresentador e ex-modelo brasileiro.

## Biografia
Filho de Suzete Hilbert e Ângelo Alberton, catarinense da cidade de Orleans, Rodrigo trabalhou em sua infância e adolescência como ajudante de ferreiro, na oficina do avô materno. É bisneto de alemães por parte de mãe, e de italianos por parte de pai. Em 1999 começou a namorar a atriz Maria Paula Fidalgo, com a qual foi morar junto naquele ano, após três meses de namoro. Em janeiro de 2000 eles anunciaram que esperavam um filho, porém em março a atriz acabou perdendo o bebê aos quatro meses durante complicações gestacionais, o que levou o relacionamento a uma crise e ao término em novembro de 2001.
Em 2002 teve breves romances com Mel Lisboa e Luana Piovani. No início de 2003 começou a namorar a apresentadora Fernanda Lima, terminando com ela no final daquele ano. Em
2004 namorou alguns meses com Juliana Paes. Rodrigo e Fernanda retomaram o namoro em setembro de 2004. No final de 2007 o casal anunciou que estava esperando gêmeos, João e Francisco, que nasceram em 20 de abril de 2008. Em 27 de outubro de 2019 nasceu a terceira filha do casal, Maria Manoela.

## Carreira
Rodrigo começou a trabalhar como modelo em 1996, aos dezesseis anos. Em 2002 estreou como ator na telenovela Desejos de Mulher. Em 2007, interpretou o traficante de drogas Ronildo em Duas Caras. Desde 2012 apresenta o programa de culinária Tempero de Família, no GNT, no qual apresenta receitas caseiras e, especialmente, tradicionais de famílias brasileiras.

## Filmografia

### Televisão
| Ano       | Título             | Personagem / Cargo         | Nota                               |
| --------- | ------------------ | -------------------------- | ---------------------------------- |
| 2002      | Desejos de Mulher  | Pablo Jardim               |                                    |
| 2002      | A Grande Família   | Surfista                   | Episódio: "O Chamado da Natureza"  |
| 2003      | Sob Nova Direção   | Nuno                       | Episódio: "O Pinto e o Pingüim"    |
| 2004      | Senhora do Destino | Ruddy                      | Episódio: "29 de junho"            |
| 2004      | Da Cor do Pecado   | Roberval                   | Episódios: "5–17 de julho"         |
| 2005      | América            | Murilo Gouveia (Murilinho) |                                    |
| 2006      | Pé na Jaca         | Flávio Barra (Barrão)      |                                    |
| 2007      | Dança dos Famosos  | Participante               | Temporada 4                        |
| 2007      | Duas Caras         | Ronildo dos Anjos          |                                    |
| 2008      | Três Irmãs         | Gregório de Matos (Greg)   |                                    |
| 2009      | Viver a Vida       | Felipe Fagundes Muniz      |                                    |
| 2011      | Morde & Assopra    | Fernando Guedes            |                                    |
| 2011      | Fina Estampa       | Alexandre Lopes (Alex)     |                                    |
| 2012      | Louco por Elas     | Júlio Cezar                | Episódio: "Léo se Sente Rejeitado" |
| 2012–2023 | Tempero de Família | Apresentador               |                                    |
| 2016      | Ceia Secreta       | Apresentador               | Especial de fim de ano             |
| 2021–2022 | Bem Juntinhos      | Apresentador               |                                    |

### Cinema
| Ano  | Título                                   | Personagem |
| ---- | ---------------------------------------- | ---------- |
| 2004 | Irmãos de Fé                             | Tito       |
| 2008 | O Guerreiro Didi e a Ninja Lili          | Lucas      |
| 2009 | Flordelis - Basta uma Palavra para Mudar | Israel     |

### Internet
| Ano  | Título           | Personagem   | Nota             |
| ---- | ---------------- | ------------ | ---------------- |
| 2015 | Porta dos Fundos | David Brazil | Episódio: "Gago" |

## Prêmios e Indicações
| Ano  | Prêmio                 | Categoria                            | Indicação          | Resultado |
| ---- | ---------------------- | ------------------------------------ | ------------------ | --------- |
| 2009 | Meus Prêmios Nick      | Gato do Ano                          | Rodrigo Hilbert    | Venceu    |
| 2014 | Meus Prêmios Nick      | Gato do Ano                          | Rodrigo Hilbert    | Indicado  |
| 2016 | Prêmio F5              | Melhor Apresentador                  | Tempero de Família | Indicado  |
| 2016 | Troféu Lissa Librelato | Homenagem                            | Rodrigo Hilbert    | Venceu    |
| 2017 | Prêmio F5              | Homem Mais Sexy                      | Rodrigo Hilbert    | Indicado  |
| 2019 | Poc Awards             | Ameaça os HT                         | Rodrigo Hilbert    | Venceu    |
| 2019 | I Prêmio Home Chefs    | Influenciador da Culinária no Brasil | Tempero de Família | Venceu    |
| 2021 | MTV Millennial Awards  | Miawlicious                          | Tempero de Família | Indicado  |
| 2022 | Prêmio iBest           | Influenciador Santa Catarina         | Rodrigo Hilbert    | Venceu    |